# Basananthe heterophylla
Basananthe heterophylla là một loài thực vật có hoa trong họ Lạc tiên. Loài này được Schinz mô tả khoa học đầu tiên năm 1888.